# タグリッシュ
タグリッシュ (英語: Taglish) とは、フィリピンで使用されている言語の一つである、タガログ語 (Tagalog) と英語 (English) が混ざった混成語で、庶民や芸能人、学生などで幅広く使われている。フィリピンでは、英語も公用語として位置づけられているため、初等教育から英語教育である。そのため、タガログ語が使われる事が少なくなり、タガログ語に英語を混ぜる事が多くなった。

## 概要
最近ではタグリッシュを使う人が増えており、またタグリッシュはチャットや電子メールなどでは便利なため、良く使用される。

### 例その1
日本語
説明してもらえますか？
タガログ語
"Maaaring ipaliwanag mo sa akin?"
タグリッシュ
"Maaaring i-explain mo sa akin?" または "Maaaring paki-explain mo sa akin?"

### 例その2
日本語
もう宿題は終わったの？
タガログ語
"Natapos mo na ba yung takdang-aralin mo?"
タグリッシュ
"Natapos mo na ba yung homework/assignment mo?"/"Finish na ba yung homework/assignment mo?"

### 例その3
日本語
運転手を呼んでくれる？
タガログ語
"Pakitawag ang tsuper?"
タグリッシュ
"Pakitawag ang driver?" / "Pakitawag ang drayber/drayver?" / "Paki-call ang driver?"